# Piper moense
Piper moense är en pepparväxtart som beskrevs av C. Dc.. Piper moense ingår i släktet Piper och familjen pepparväxter. Utöver nominatformen finns också underarten P. m. xapuryense.